# Juan Negrín
Juan Negrín López (Las Palmas de Gran Canaria, 3 de febrero de 1892-París, 12 de noviembre de 1956) fue un médico y político español, presidente del Gobierno durante la Segunda República.
El caso de Negrín es atípico en la política española. Se incorporó tardíamente a ella tras labrarse una prestigiosa carrera de investigador como médico y profesor de fisiología, y dirigir una clínica privada en Madrid. Se afilió al PSOE en el año 1929, abandonando sus actividades investigadoras. Además, hablaba varios idiomas, algo atípico en esa época. Presidente del gobierno de la República desde 1937 hasta 1939, Juan Negrín fue uno de los personajes más controvertidos de la guerra civil española. «La figura de Negrín fue objeto de debate enconado en su tiempo, luego en la posguerra y, finalmente, la controversia llegó a la historiografía. Demonizado o ensalzado, Negrín ha sido considerado tanto un fiel servidor de la permanente conspiración comunista a sueldo de Moscú, como el político más leal a la causa republicana por la fe en el triunfo final, o ha sido definido como una especie de vidente que supo predecir la inexorabilidad de la Segunda Guerra Mundial, con lo que su política de resistencia a ultranza («resistir es vencer») habría desembocado en la victoria de la República, caso de que la guerra española hubiera durado cinco meses más". Según el historiador Stanley G. Payne, tras el fin de la guerra no había personaje más odiado. El PSOE, controlado por Indalecio Prieto, decidió su expulsión del partido en 1946, acusándolo de subordinación al Partido Comunista de España y a la Unión Soviética.
La figura de Juan Negrín ha sido reivindicada más recientemente por estudios como los de Santiago Álvarez, Ricardo Miralles, Manuel Tuñón de Lara, Juan Marichal, Ángel Viñas, David Jorge, Paul Preston, Gabriel Jackson o Enrique Moradiellos, afirmando que se trata de uno de los mayores y más preparados estadistas en la España del siglo XX. Otros autores, en cambio, como el historiador anarquista Francisco Olaya Morales, el escritor Pío Moa o el periodista Federico Jiménez Losantos, han expresado su disconformidad con la gestión y las decisiones de Negrín, manteniendo las viejas acusaciones vertidas contra él.

## Vida privada, familia y primeros estudios
El único ciudadano de las islas Canarias que ha llegado a la presidencia del Gobierno de España fue hijo primogénito de Juan Negrín Cabrera, próspero hombre de negocios canario, muy bien relacionado comercialmente con Europa, y de Dolores López Marrero, natural de San Mateo, en la isla de Gran Canaria. Su familia era muy conservadora y de creencias católicas muy sinceras. Su hermano Heriberto fue sacerdote claretiano y estuvo a punto de ser asesinado por milicianos de la FAI en Alicante durante la Guerra Civil por el mero hecho de ser fraile, siendo rescatado y evacuado a París por el diputado socialista Juan Simeón Vidarte, mientras que su hermana Lolita hizo los votos seglares. Su madre terminaría instalándose en Lourdes después de la guerra junto a los dos hermanos.
Negrín estudió las primeras letras en su ciudad natal en el colegio privado “La Soledad”, y obtuvo las máximas calificaciones en el Bachillerato, a la edad de catorce años. En 1906 su padre le envió a estudiar medicina a Alemania. Comenzó la carrera a los quince años, primero en la Universidad de Kiel (1907) y luego en la de Leipzig (1908), vinculándose a su ya célebre Instituto de Fisiología y a la prestigiosa figura de Ewald Hering. El 21 de agosto de 1912, a los veinte años, obtuvo el grado de doctor, con una tesis sobre el tema "Zur Frage nach der Genese der Piqûre-glycosurie". Además de dar a imprenta en los dos años siguientes varios trabajos de investigación sobre fisiología en revistas alemanas, algunos con su maestro E. T. von Brücke, trabajó como asistente numerario en la misma universidad. Con la movilización de sus superiores durante la Primera Guerra Mundial, asumió nuevas responsabilidades docentes, aunque no llegó a aceptar el puesto de "Privat-Dozent" que le ofrecieron, prefiriendo regresar a España. En Alemania cursó también la carrera de Químicas casi entera, y aprendió inglés, alemán y francés, traduciendo del francés al alemán L'Anaphylaxie de Charles Richet. Poco después dominaba también el italiano y el ruso, y más adelante llegaría a conocer diez lenguas, algo insólito.
El 21 de julio de 1914 contrajo matrimonio con la pianista María Mijáilovna Fidelmán-Bródskaya, perteneciente a una acomodada familia judía rusa natural de Ekaterimburgo, que estudiaba también en Leipzig. De los cinco hijos que tuvo el matrimonio fallecieron las dos niñas menores. Con el tiempo, estas desgracias motivarían el distanciamiento del matrimonio y la entrada en la vida de Negrín de Feliciana López de Don Pablo, una de sus asistentes, que se convertiría en su compañera.
Los hijos varones supervivientes, Juan, Rómulo y Miguel Negrín Fidelman, no volvieron del exilio, durante el cual con frecuencia usaron Mijailov como segundo apellido. El mayor, Juan o “Jr.” (Leipzig, noviembre de 1914), fue neurocirujano, ejerciendo en Nueva York, estuvo casado con la actriz Rosita Díaz Gimeno, y representó a los hermanos en las reclamaciones al Estado español por la confiscación de todos los bienes de su abuelo paterno, resueltas en 1995. Rómulo (Madrid, 8 de mayo de 1917) fue aviador durante la Guerra Civil, estudió Ingeniería en Nueva York y más tarde se asentó en Jalisco (México), hasta su fallecimiento en 2004; sus hijos Juan Román y Carmen, habidos de su matrimonio con la norteamericana Jeanne Fetter, debido a la grave enfermedad de esta fueron educados durante diez años en París por su abuelo paterno, hasta el fallecimiento de este. El tercer hijo de Negrín, Miguel, residió en Nueva Jersey, donde falleció en el año 2013.

## Carrera académica en España
Por los problemas derivados de la guerra europea, regresa a España en octubre de 1915, y con fecha 22 de febrero de 1916, desde Las Palmas de Gran Canaria, solicita a la Junta para Ampliación de Estudios una beca para continuar sus estudios en varios centros de investigación norteamericanos de Nueva York y Harvard, a la vista de lo cual es promovido por Santiago Ramón y Cajal para que dirigiera un nuevo Laboratorio de Fisiología General en Madrid, que por falta de espacio en el Instituto Nacional de Ciencias, se sitúa en los sótanos de la Residencia de Estudiantes, lo que acepta.
En 1919, tras un examen de reválida que supera con sobresaliente y premio extraordinario, le fue convalidado su título alemán de licenciado de Medicina y Cirugía. Al año siguiente realiza los cursos de doctorado y presenta una nueva tesis: El tono vascular y el mecanismo de la acción vasotónica del esplácnico, calificada de sobresaliente; en ella, su teoría sobre las "substancias receptivas" se demostraría certera, y anticipada en unas decenas de años. En 1922, tras la muerte del profesor José Gómez Ocaña en 1919, opositó a cátedra de Fisiología de la Universidad Central de Madrid, que obtuvo por unanimidad. Desde este puesto organiza un Laboratorio de Prácticas en la facultad de Medicina, mientras el de la Residencia de Estudiantes lo enfoca hacia la investigación. Su labor académica y gestora a partir de 1923, cuando es nombrado secretario de la Facultad, es amplia y eficaz:

Quizá su mayor impronta se apreció en la ya mencionada reforma del plan de estudios médicos que sometió a la aprobación de la Junta de Facultad en julio de 1926. Dos años más tarde, con ligeras variaciones, ese plan recibió la correspondiente aprobación ministerial y entró en vigor en el curso 1928-1929. Y con posterioridad impulsaría la constitución en el seno de la Universidad Central del Instituto de Comprobación de los Medicamentos (dirigido inicialmente por su discípulo José Domingo Hernández Guerra) y, ya en 1932, de la Escuela de Educación Física y Medicina del Deporte (de la que se haría cargo su discípulo Blas Cabrera Sánchez)... La eficacia gestora y capacidad de trabajo de Negrín al frente de la secretaría de la Facultad le abrió las puertas para otra tarea de mayor enjundia y calado: la secretaría ejecutiva de la Junta Constructora de la Ciudad Universitaria, creada en mayo de 1927...

Pero, sobre todo, Negrín se ocupa de crear una escuela de Fisiología de renombre mundial. Fue maestro, entre otros, de los más tarde profesores Severo Ochoa (galardonado con el premio Nobel de Fisiología y Medicina), José María García Valdecasas Santamaría y Francisco Grande Covián, que pudieron beneficiarse también de la impresionante biblioteca de Fisiología que Negrín se había traído consigo de Alemania y se dedicó a completar. A pesar de sus conocimientos, y según testimonio de alumnos como el propio Severo Ochoa, «explicaba mal» y «suspendía mucho».
Tras unos años muy fecundos de docencia e investigación científica de primera calidad, dejó su carrera para entrar en la política, aunque, según recordó F. García Valdecasas en ocasión de su centenario: «Hoy día multitud de científicos destacados en todo en mundo (no puedo entrar, como quisiera, en hablar extensamente de ellos) enlazan su linaje vocacional con la estela dejada por Juan Negrín». Uno de los hospitales más importantes de las islas Canarias, sito en Las Palmas de Gran Canaria, lleva en su honor el nombre de "Hospital Dr. Negrín".

## Carrera política en la Segunda República
Ingresó en el Partido Socialista Obrero Español en el año 1929 de la mano de Indalecio Prieto durante la dictadura de Primo de Rivera, y en 1931 obtuvo el acta de diputado por Las Palmas, que mantuvo hasta su excedencia en 1934. Negrín no sentía gran interés por las teorías marxistas. Nunca mantuvo relaciones con los sindicatos y pertenecía al ala "prietista" del partido. Profesaba un socialismo moderado y estaba convencido de la necesidad de implantar una educación laica en España para hacer progresar al país.
Durante el bienio social-azañista, solo desempeñó dos cargos parlamentarios: vocal suplente del Tribunal de Responsabilidades (7 de julio de 1931) y vocal del Tribunal de Responsabilidades por el proceso de Jaca (25 de julio de 1933). También fue miembro de la Comisión Directiva del Grupo Parlamentario Socialista y representó al mismo en las comisiones parlamentarias de Estado, de Presupuestos y de Hacienda. Asimismo, fue secretario de la Junta Constructora de la Ciudad Universitaria de Madrid.
El 4 de enero de 1934, en virtud de la Ley de Incompatibilidades, solicitó su excedencia como catedrático, y se le concedieron dos tercios de sus emolumentos. Sin embargo, pocos días después, el 10 de enero, el ministro de Instrucción Pública, Marcelino Domingo, le autorizó a continuar con su función docente.
Tras la Revolución de 1934, fue investigado por su presunta participación en la misma, sobreseyéndose la causa. De tal modo siguió ejerciendo como vicepresidente del grupo parlamentario socialista, con funciones de presidente debido al encarcelamiento de Largo Caballero por su participación en el movimiento huelguístico de octubre.

## Guerra Civil
Desde el primer momento de la guerra Negrín compaginó sus actividades de diputado y, posteriormente, de ministro, con frecuentes visitas en su coche particular a distintos lugares de la primera línea del frente de Madrid para animar a los combatientes y facilitarles víveres y suministros. Reorganizó el Cuerpo de Carabineros en una potente unidad de choque que participó en acciones importantes, llamados popularmente desde entonces «los hijos de Negrín».

### Ministro de Hacienda en el gobierno de Largo Caballero (septiembre 1936-mayo 1937)
Negrín fue nombrado ministro de Hacienda en el primer gobierno de Largo Caballero, creado el 4 de septiembre de 1936, en representación del PSOE y como miembro del ala prietista.
Al frente de Hacienda, supervisó el traslado secreto —tras la aprobación, por unanimidad, en Consejo de Ministros de un decreto del gobierno de Largo Caballero que lo amparaba— de la mayor parte de las reservas de oro del Banco de España, hacia Cartagena, y su depósito final en Moscú. Fue el célebre "oro de Moscú", como lo designó la propaganda franquista. Esta fue la forma como la República financió la guerra, aunque no todo el oro fue enviado a Moscú sino que cerca de una cuarta parte fue vendida a Francia (fue el "oro de París" del que la propaganda franquista nunca habló). El "oro de Moscú" estaba destinado "al pago del armamento adquirido a Rusia y otros países que hubo de abonarse siempre, mientras que las entregas alemanas e italianas [a los sublevados] eran gratis o con pago diferido en mercancías. Se evalúa el oro salido [hacia Moscú] en 510 toneladas, con un valor de 530 millones de dólares de la época. Hoy sabemos que no hay más oro de Moscú que ese, que fue invertido en su totalidad en la compra de armas".
Las reservas de oro del Banco de España, que fueron vitales para sostener el esfuerzo bélico de una guerra que duró tres años, se guardaban en los sótanos del edificio principal del Banco de España en la plaza de la Cibeles de Madrid y ascendían en julio de 1936 a 707 toneladas en lingotes y monedas, con un valor aproximado entonces de entre 783 y 805 millones de dólares. Constituía una de las principales reservas de oro del mundo.
El 21 de julio de 1936, solo cuatro días después del inicio del golpe de Estado, el ministro de Hacienda del Gobierno de José Giral ordenó el envío urgente a París en avión de unas 40 toneladas de oro, "por las que el Tesoro republicano obtuvo 507 millones de francos que sirvieron para comprar armas y municiones antes que el Acuerdo de No Intervención se pusiera en marcha". Dos meses después el gobierno de Largo Caballero, cuando las tropas sublevadas se acercaban a Madrid, decidió por unanimidad el 12 de septiembre sacar de la capital las reservas de oro del Banco de España para que no cayeran en manos de los sublevados o de grupos anarquistas de la FAI (estos últimos planeaban asaltar las bóvedas del banco y trasladar el oro a Barcelona, según había informado el presidente de la Generalitat Lluís Companys a Largo Caballero). La operación fue organizada por el ministro de Hacienda del nuevo gobierno, Juan Negrín (que ocho meses después pasaría a presidirlo), quien comunicó al presidente del Banco de España, el exministro republicano Lluís Nicolau d'Olwer que el destino del oro serían los polvorines de La Algameca en la base naval de Cartagena. Los consejeros del Banco se opusieron a la medida y los pocos que quedaban leales a la República también se pasaron al bando sublevado donde formaron el "Consejo del Banco de España nacional", con sede en Burgos, bajo la presidencia del subgobernador del banco en el momento de la sublevación Pedro Pan. Los últimos lingotes de oro y sacos de monedas llegaron a Cartagena el 21 de septiembre (en total 560 toneladas de oro).
Ante el endurecimiento de la política de "no intervención" que afectaba sobre todo a la República (porque las potencias fascistas seguían suministrando ayuda a Franco) y la decisión de la Unión Soviética de acudir en ayuda de la República, el único país europeo que iba a hacerlo, el presidente Largo Caballero comunicó el 15 de octubre de 1936 al embajador soviético Marcel Rosenberg su petición de que el Gobierno soviético aceptara el depósito en Moscú bajo la custodia del gobierno soviético de la mayoría del oro guardado en Cartagena, 510 toneladas. Cuatro barcos soviéticos lo trasportaron al puerto de Odesa en el mar Negro y de allí en tren llegó a Moscú a comienzos de noviembre de 1936.
La oportunidad y el acierto de la decisión de depositar en Moscú la mayor parte de las reservas de oro del Banco de España ha sido objeto de polémica entre los historiadores. Unos afirman, siguiendo fundamentalmente las investigaciones de Ángel Viñas que el gobierno republicano no tenía otra opción, debido a la hostilidad que habían mostrado hacia la República los bancos de Gran Bretaña y Francia (que constituían la otra alternativa), por lo que la Unión Soviética era la única que garantizaba armamento y alimento a cambio de oro. Por el contrario Pablo Martín-Aceña, un investigador especializado en la financiación de la guerra civil, cree que el gobierno de la República decidió con precipitación antes de haber explorado otras opciones, como Francia e incluso Estados Unidos.
La propaganda franquista afirmó que el oro del Banco de España (al que llamó el "oro de Moscú") había sido robado por la República y entregado a Stalin sin contrapartidas. Uno de los argumentos que utilizaron para calificar la operación de "robo" fue que las reservas no eran propiedad del Gobierno de la República —del Tesoro Público— sino del Banco de España, que entendían que era una simple entidad privada (fue nacionalizado en 1962) a pesar de que tenía el monopolio de la emisión de moneda. Así que, según los franquistas, el Banco de España no era un "banco nacional" sino una sociedad anónima por acciones cuyas relaciones con el Gobierno estaban regidas por una Ley de Ordenación Bancaria del 29 de diciembre de 1921, refundida el 24 de enero de 1927 y modificada por la Ley de 26 de noviembre de 1931, que, según la interpretación franquista, no autorizaba al gobierno a disponer de las reservas de oro, más que para ejercer una acción interventora con relación a la estabilidad cambiaria de la peseta. El bando sublevado razonaba como si la guerra no existiera.
Sin embargo, las investigaciones de diversos historiadores, entre los que destacan Ángel Viñas y Pablo Martín-Aceña, han demostrado que el "oro de Moscú" ni fue "robado" ni tampoco se entregó graciosamente a Stalin, sino se gastó en su totalidad en compras de material bélico (unos 518 millones de dólares en divisas generadas por las ventas del oro). Una tercera parte se quedó en la Unión Soviética para liquidar los suministros bélicos enviados a España. Las otras dos terceras partes fueron transferidas a París, a la Banque Commercial pour l'Europe du Nord. Por su parte el Banco de Francia adquirió 174 toneladas de oro, una cuarta parte del total de las reservas, por las que pagó a la Hacienda republicana 195 millones de dólares. En total, entre el "oro de Moscú" (tres cuartas partes de las reservas del Banco de España) y el "oro de París" (una cuarta parte, del que la propaganda franquista nunca habló) las autoridades republicanas obtuvieron 714 millones de dólares que fue el coste financiero de la guerra civil para la República. En Rusia no quedó nada del oro español y las reservas estaban prácticamente agotadas en el verano de 1938. El problema fue que debido a la política de "no intervención" en muchas ocasiones los emisarios de la República fueron estafados por los traficantes de armas que les vendieron equipos obsoletos a precios mucho mayores del coste real. Los gobiernos republicanos también fueron estafados por la propia Unión Soviética, como ha señalado Gerald Howson, o por Polonia y otros países que abusaron de la precaria situación republicana para venderles "chatarra bélica".
El 18 de diciembre de 1956, tras la muerte de Negrín y cumpliendo su voluntad, su hijo Rómulo entregará al Consulado General de España en París los documentos de la República que autorizaban el traslado, entrega en depósito a la URSS y disposición del oro español. En esta gestión medió ante el gobierno de Franco el exministro republicano y amigo de la familia Mariano Ansó.
En 2014 la Fundación Negrín abre sus archivos para demostrar la valía de la transacción.
En abril de 1937 el ministro Negrín logró para el Gobierno de la República, con la intervención de unidades de carabineros a sus órdenes, restablecer el control de las fronteras con Francia, hasta entonces en manos de milicias de la CNT-FAI. Éstas venían ejerciendo labores aduaneras de forma ilegal y arbitraria, llegando a cobrar dinero por expedir salvoconductos para poder salir de España y no reconociendo la validez de los pasaportes y visados oficiales.

### Presidente del gobierno (mayo 1937-marzo 1939)
En la primavera de 1937, pasó a desempeñar un papel crucial en la política de la España republicana. En esos meses, el gobierno de Largo Caballero se tambaleaba ante el descontento de comunistas, prietistas y republicanos de izquierda, debido a la falta de integración del gobierno y la mala gestión del esfuerzo bélico (Largo Caballero era también ministro de la Guerra). Sus opositores le acusaban de ineficacia, falta de centralización y condescendencia hacia las fuerzas de la izquierda republicana (anarquistas, caballeristas y trotskistas del POUM). Los comunistas provocaron una crisis de gobierno, pidiendo su sustitución al frente de la cartera de Guerra, algo en lo que el presidente de la República, Azaña, se mostró de acuerdo. Finalmente, ante la presión de los prietistas, que proponían a Negrín como presidente, tras la dimisión de Largo Caballero el 17 de mayo de 1937 el presidente de la República Manuel Azaña le nombró presidente del Gobierno. Desconoció el asesinato de Andreu Nin y de la plana mayor del POUM hasta después de los hechos, aunque intentó pasar tales hechos por alto para seguir contando con la ayuda de los soviéticos.

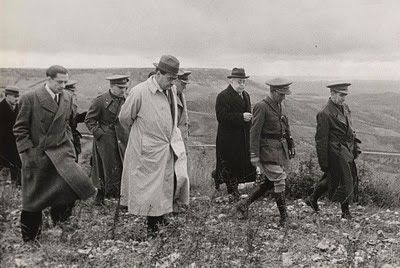
Manuel Azaña y Juan Negrín a las afueras de Barcelona en 1937, en aquel momento sede del Gobierno de la República Española.

Negrín pretendió desde el inicio de su mandato presidencial el restablecimiento del orden constitucional en la zona republicana y el sometimiento a la ley para evitar los excesos violentos del inicio de la guerra en la retaguardia. Desde la sede del Ministerio de la Gobernación en Valencia, y tras la destitución de Ángel Galarza, fueron disueltas las checas y terminaron los paseos a detenidos en esa ciudad. Se restableció la libertad religiosa, autorizando incluso la práctica de ritos protestantes y judíos, eximiendo a los sacerdotes del servicio militar y exceptuando los objetos del culto de la requisa de metales preciosos para la guerra. La primera misa en la zona republicana (excepto el País Vasco) después de la sublevación militar se celebró en agosto de 1937.

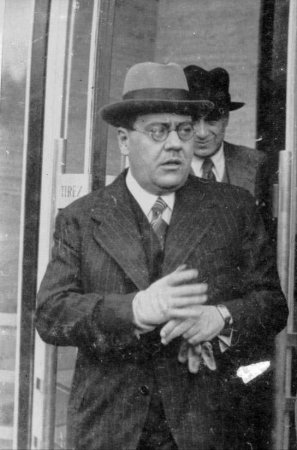
El presidente Juan Negrín en Ginebra, septiembre de 1937.

En septiembre de 1937 viajó a Ginebra para exigir ante la Sociedad de Naciones la retirada de las tropas extranjeras de España. El presidente del Consejo de Ministros de la República pronunció tres discursos los días 14, 16 y 18 de septiembre (el último de ellos ante la Asamblea), en los que denunció «la ficción de la no-intervención» que posibilitaba el apoyo militar incondicional de la Alemania nazi y la Italia fascista a los sublevados. También dio a conocer el «criminal bombardeo de Almería» por parte de la Marina de guerra alemana así como las agresiones de la Marina italiana a los barcos mercantes en el Mediterráneo. Esta era la tercera ocasión en que la Sociedad de Naciones abordaba el conflicto español, sin resultados para los intereses de la República.
Los días 1 y 2 de octubre de 1937 se celebraron sendas sesiones de Cortes en la Lonja de Valencia, cumpliéndose así el artículo 58 de la Constitución que señalaba como obligatorias las reuniones de la cámara en febrero y octubre. Asistieron cerca de ciento noventa diputados de toda España. Después de un discurso de Negrín en el que expuso su programa de gobierno y apremiaba a ganar la guerra, se votó una cuestión de confianza al gobierno que fue aprobada por unanimidad.
Trasladó posteriormente el Gobierno a Barcelona (octubre de 1937), y en abril de 1938 reorganizó su gobierno (en el que acumuló la cartera de Defensa, que ocupaba Prieto), con el apoyo de la CNT y de la UGT. El primer acto político importante del nuevo Gobierno de Unión Nacional fue la publicación de los llamados «Trece puntos de Negrín» (30 de abril de 1938), que establecían y concretaban los objetivos por los cuales se continuaba la guerra civil y sobre los cuales pretendía establecerse un principio de acuerdo con el bando franquista:

1. La independencia de España.
2. Liberarla de militares extranjeros invasores.
3. República democrática con un gobierno de plena autoridad.
4. Plebiscito para determinar la estructuración jurídica y social de la República Española.
5. Libertades regionales sin menoscabo de la unidad española.
6. Conciencia ciudadana garantizada por el Estado.
7. Garantía de la propiedad legítima y protección al elemento productor.
8. Democracia campesina y liquidación de la propiedad semifeudal.
9. Legislación social que garantice los derechos del trabajador.
10. Mejoramiento cultural, físico y moral de la raza.
11. Ejército al servicio de la Nación, estando libre de tendencias y partidos.
12. Renuncia a la guerra como instrumento de política nacional.
13. Amplia amnistía para los españoles que quieran reconstruir y engrandecer España.

La oferta fue rechazada por Franco, que exigió hasta el final una rendición incondicional. Frustrado el intento de lograr la paz, Negrín reforzó sus poderes e impulsó una nueva y gran ofensiva, que fue un desastre para los republicanos. Si cuando se hizo cargo del poder, en mayo de 1937, todavía era concebible que el gobierno hubiera derrotado a los sublevados, a un año vista los resultados militares del gobierno Negrín habían constituido un lamentable rosario de fracasos. Se habían perdido las batallas de Brunete, Belchite, todo el norte, Teruel, Alcañiz, Lérida, Tortosa y Vinaroz, quedando cortada en dos la España republicana.

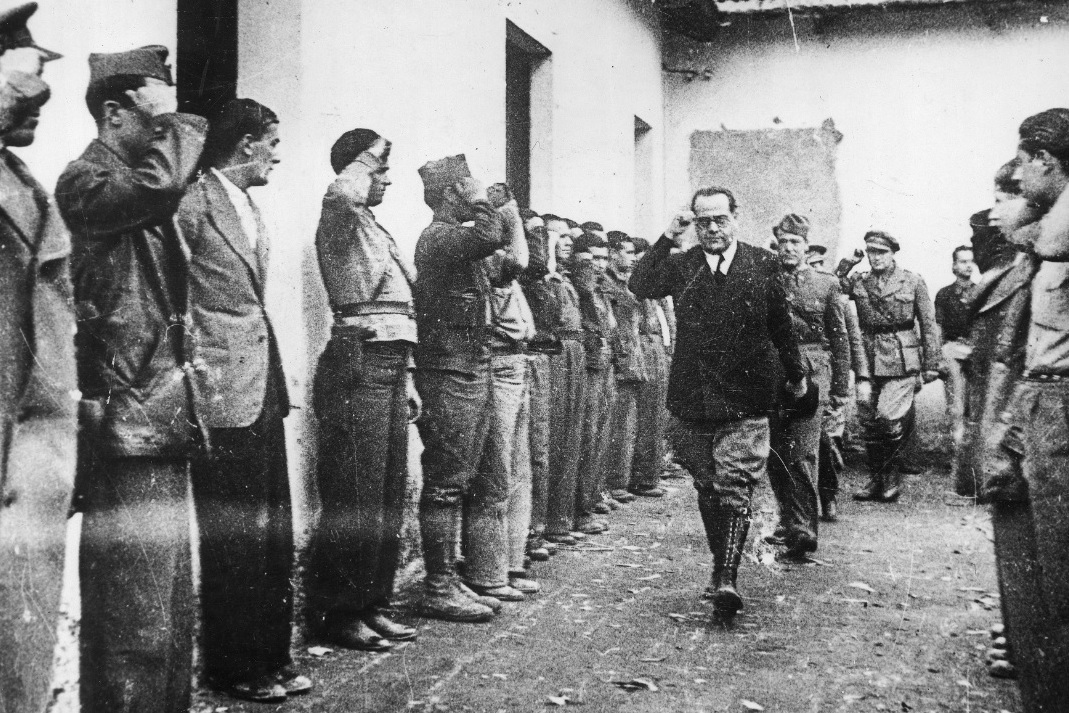
Negrín junto a varios combatientes

Negrín pretendió fortalecer el poder central frente a sindicatos y anarquistas, aliándose con la burguesía y clases medias, tratando de poner coto al movimiento revolucionario y creando una economía de guerra. Llevó a cabo una política de fortalecimiento del Ejército y del poder gubernamental, puso la industria bajo control estatal e intentó organizar la retaguardia. Disconformes con su centralismo, el 16 de agosto de 1938 dimitieron los ministros Irujo y Aiguadé. El 21 de septiembre de ese mismo año anunció la retirada de las Brigadas Internacionales, esperando una acción recíproca de los voluntarios italianos en el bando sublevado. Todo ello tenía la intención última de enlazar el conflicto español con la Segunda Guerra Mundial, que creía inminente, aunque los Acuerdos de Múnich hicieron desvanecer definitivamente toda esperanza de ayuda exterior. El 30 de septiembre de 1938, en el pleno de las Cortes celebrado en el monasterio de Sant Cugat, el presidente del Gobierno se reafirmó en sus famosos trece puntos con un discurso calificado de memorable. La cámara votó una nueva cuestión de confianza al ejecutivo, siéndole otorgada por aclamación.
En los meses finales del conflicto, Negrín hizo gestiones ante el gobierno francés para poder utilizar el oro que la República Española tenía depositado en el país vecino como garantía de operaciones financieras entre ambos países; tal depósito se emplearía en la adquisición de barcos para una posible evacuación de refugiados españoles hacia América, pero Francia se negó a ello escudándose en el Pacto de No Intervención a pesar del objetivo meramente humanitario que perseguía el gobierno español. Ese oro depositado por España en Mont-de-Marsan sería entregado íntegramente al terminar la guerra al general Franco.
Ante el derrumbe de Cataluña, propuso en la reunión de las Cortes en Figueras, celebrada el 1 de febrero bajo condiciones excepcionales, una posible rendición bajo el cumplimiento de tres puntos (en lugar de los trece anteriores) innegociables: Independencia de España, sin permanencia dentro del país de ninguna fuerza extranjera; que los españoles designen libremente el régimen bajo el que quieren vivir; y reconciliación de todos los españoles. Los diputados volvieron a otorgar la confianza al presidente del Consejo por unanimidad. El doctor Negrín tenía como prioridad conseguir el compromiso, por parte del bando sublevado, de que se respetaran las vidas de los perdedores, como manifestó a su ministro Bernardo Giner de los Ríos al término de su discurso esa noche:

¡Que la gente quiere la paz! Yo también la quiero. Pero desear la paz no es propiciar la derrota. Mientras yo sea presidente no aceptaré una rendición incondicional de nuestro glorioso ejército, ni el que por salvarnos unos centenares de personas comprometidas, vayamos a dejar que fusilen a medio millón de españoles. Antes de eso me pego un tiro.

Al no poder alcanzar este objetivo se trasladó en febrero de 1939, junto a varios ministros, a la zona Centro con la intención de lograr la evacuación con el mismo éxito con que se había realizado en Cataluña. Ya en Petrel, donde se instaló a finales de ese mes después de un último e infructuoso intento de paz negociada en el que medió el Gobierno británico, vio cómo sus planes se vieron frustrados por el golpe de Casado y la rebelión del Consejo Nacional de Defensa (integrado por personas de prestigio del bando republicano como el general José Miaja, el coronel Segismundo Casado o Julián Besteiro, y apoyado militarmente por el anarquista Cipriano Mera). Como consecuencia de la sublevación casadista se produjo el desplome de los ejércitos del Centro y Levante, siendo capturados decenas de miles de combatientes republicanos que sufrirían una represión brutal. La compañía naviera Mid-Atlantic, con la que Negrín había comprometido miles de pasajes para embarcar refugiados, remitió su contrato a Franco y no cumplió su compromiso al no poder garantizar la seguridad de sus barcos ante la amenaza de la flota sublevada, que tenía orden de bloquear cualquier evacuación de republicanos desde España.
En estos últimos días de la guerra formó un importante tesoro con bienes incautados para el sostenimiento de los exiliados republicanos, que se transportó a México en un yate fletado expresamente, el Vita. A la llegada del Vita a Veracruz, Prieto se apoderó del barco, iniciando una larga y amarga disputa con Negrín. Se ha acusado a Negrín, tanto desde la izquierda como desde la derecha, de utilizar esos fondos en beneficio propio. Negrín afirmó que su intención era utilizar ese dinero para financiar el flete de barcos para el traslado de exiliados republicanos a México. Para ello, organizó el Servicio de Evacuación de Refugiados Españoles. Sin embargo, Indalecio Prieto entendía que era más apropiado destinar ese dinero a la ayuda directa de los refugiados (en comida, etc.), creando la Junta de Auxilio a los Republicanos Españoles.

## El exilio
La depuración como catedrático, sin lugar a proceso contradictorio alguno, se produjo mediante orden ministerial en febrero de 1939, junto a otros catedráticos:

... se separa definitivamente por ser pública y notoria la desafección de los catedráticos universitarios que se mencionarán al nuevo régimen implantado en España, no solamente por sus actuaciones en las zonas que han sufrido y en las que sufren la dominación marxista, sino también por su pertinaz política antinacionalista y antiespañola en los tiempos precedentes al Glorioso Movimiento Nacional. La evidencia de sus conductas perniciosas para el país hace totalmente inútiles las garantías procesales que, en otro caso constituyen la condición fundamental en todo enjuiciamiento, y por ello, este Ministerio ha resuelto separar definitivamente del servicio y dar de baja en sus respectivos escalafones a los señores: Luis Jiménez de Asúa, Fernando de los Ríos Urruti, Felipe Sánchez Román y José Castillejo Duarte, catedráticos de Derecho; José Giral Pereira, catedrático de Farmacia; Gustavo Pittaluga Fattorini y Juan Negrín López, catedráticos de Medicina; Blas Cabrera Felipe, catedrático de Ciencias; Julián Besteiro Fernández, José Gaos González Pola y Domingo Barnés Salinas, catedráticos de Filosofía y Letras, todos ellos de la Universidad de Madrid. Pablo Azcárate Flórez, Demófilo de Buen Lozano, Mariano Gómez González y Wenceslao Roces Suárez, catedráticos excedentes de Derecho
Orden del 4 de febrero de 1939, Ministerio de Educación Nacional.

Su patrimonio fue confiscado por las autoridades franquistas, incluido su piso de la calle de Serrano, donde la "junta de requisa" del Ejército de Ocupación de Madrid se apropió de todos los enseres que allí quedaban, incluido un piano Strauss. También sufrió la represión franquista a través de dos decretos aplicables en ausencia del acusado. Por un lado, en julio de 1941 fue condenado a la exorbitante multa de 100 millones de pesetas por el tribunal regional de la Ley de Responsabilidades Políticas. Además, en septiembre del mismo año, el Tribunal Especial para la Represión de la Masonería y el Comunismo le condenó a treinta años de prisión (la pena máxima prevista, a pesar de que Negrín no era masón ni comunista). Por último, también su padre fue encarcelado en Las Palmas por el mero hecho de serlo, saliendo de prisión en ese año de 1941 para morir poco después, siendo expropiados ilegalmente por la dictadura todos los bienes del patrimonio familiar.
Al final de la contienda se instaló en Francia y posteriormente se trasladó a Londres, desde donde continuó presidiendo el Gobierno de la República en exilio hasta 1945. Sin embargo, la mayoría de los partidos políticos y diputados a través de la Diputación Permanente desconocieron la legalidad de un Gobierno en el exilio en julio de 1939, poniendo en cuestión la gestión del Servicio de Evacuación y creando una Junta de Auxilio a los Refugiados, cuya actuación ha sido objeto de fuertes críticas por parte de algunos detractores.
Trasladado a México con ocasión del final de la Guerra Mundial, sus divergencias con Indalecio Prieto y Diego Martínez Barrio provocaron su dimisión ante las Cortes en el exilio. Negrín y una treintena de socialistas (entre los que se encontraban el presidente del partido y exministro de Justicia Ramón González Peña, el exgobernador civil de Almería Gabriel Morón, el exdirector de la Caja de Reparaciones Amaro del Rosal o el escritor Max Aub) fueron expulsados del PSOE el 23 de abril de 1946, aunque serán rehabilitados en el Congreso Federal socialista de 2008.
Terminada la Segunda Guerra Mundial, Negrín fue el único dirigente republicano que defendió vehementemente la inclusión de España en el programa de reconstrucción del Plan Marshall. Además de considerar que la exclusión de España no solo no debilitaría a Franco sino que supondría un sufrimiento injusto para el pueblo español, Negrín opinaba que el Programa de Reconstrucción Europeo llevaría a la unificación económica de los países participantes, conduciendo a la larga a una posible Unión Europea de tipo político que facilitaría la vuelta de la democracia al Estado español. Negrín plasmó en tres artículos publicados los días 1 y 2 de abril de 1948 en el New York Herald Tribune estas reivindicaciones. Su postura encontró la oposición de figuras en el exilio como Indalecio Prieto, la incomprensión de buena parte de los socialistas negrinistas e incluso el rechazo abierto del PCE el cual, desde las páginas de Mundo Obrero (15 de abril de 1948), calificó al expresidente republicano de «traidor».

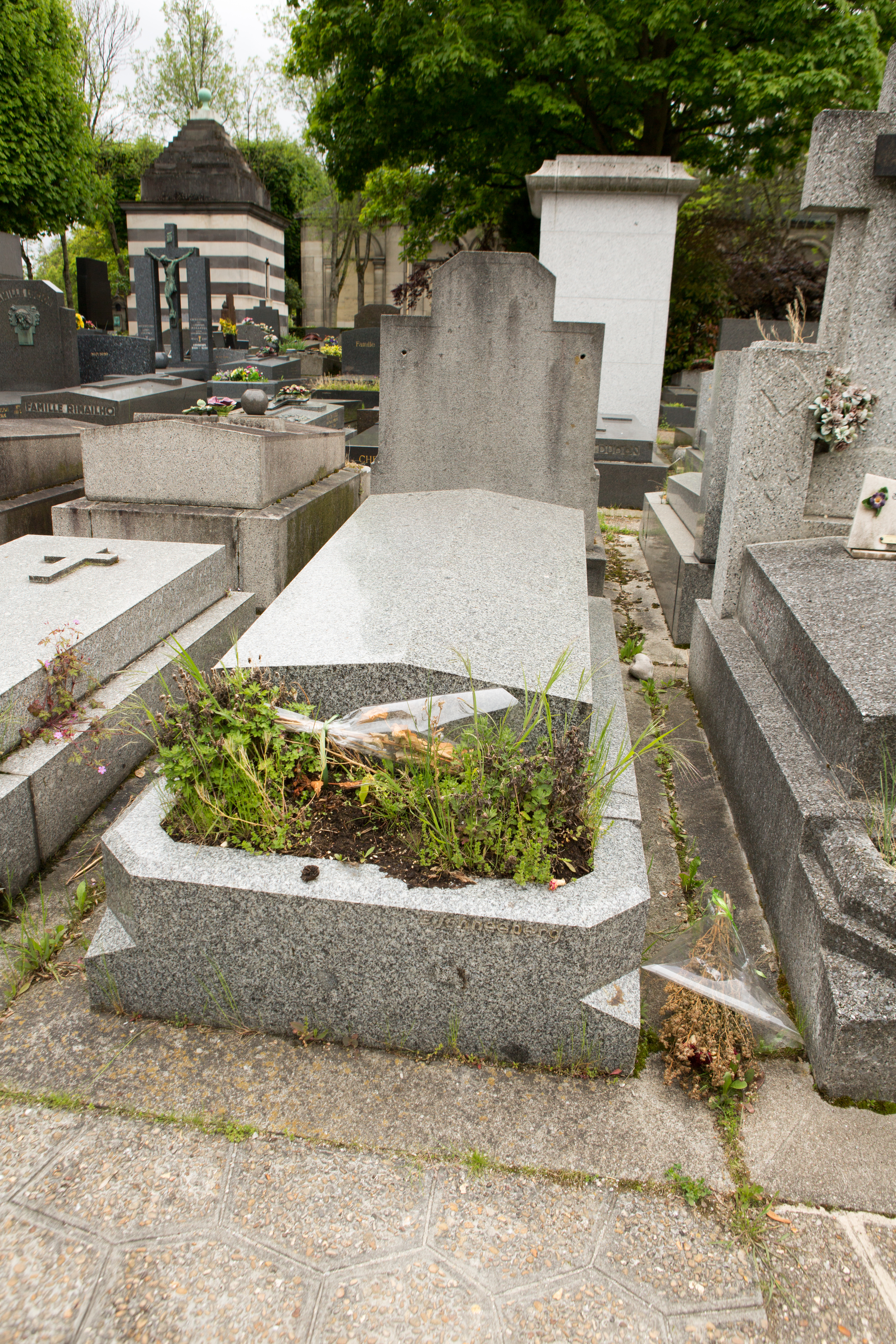
Tumba de Negrín en el cementerio del Père-Lachaise

Después de pasar un tiempo en el Reino Unido, fijó su residencia definitiva en Francia. Falleció en París a la edad de sesenta y cuatro años, de una dolencia cardíaca. Está enterrado en el cementerio del Père Lachaise. Dejó dispuesto que su muerte se anunciara dos días después, y que sobre su lápida no se escribieran más que sus iniciales: "J.N.L.". Tras conocerse su defunción, el New York Times le dedicó un editorial el 15 de noviembre de 1956 que terminaba así:

Pasará bastante tiempo hasta que la figura de Don Juan Negrín sea situada en la Historia en su verdadera luz. Suscitó grandes pasiones durante su vida y se creó enemigos enconados, como también amigos devotos a él. El régimen franquista falsamente le puso la etiqueta de "Rojo". Nunca, ni de lejos, lo fue. Como primer ministro y en circunstancias desesperadas, el doctor Negrín aceptó la ayuda de Rusia, el único país que ayudaba a la República Española y la sostenía en la Sociedad de Naciones; su gobierno nunca fue dominado por los comunistas. Fue un Frente Popular dominado por Juan Negrín.

Para muchos dentro y fuera de España el doctor Negrín representaba mucho de lo que era más noble en la República Española y entre los españoles que tan heroicamente lucharon contra el fascismo. Nunca él tuvo nada que temer de la Historia.

## Valoración y polémicas sobre el personaje
Juan Negrín fue uno de los personajes más controvertidos de la guerra civil española. Como han señalado Ángel Viñas y Fernando Hernández Sánchez, «pocos son los políticos republicanos que hayan sido tan vilipendiados, injuriados, difamados, ennegrecidos y distorsionados como Juan Negrín. En buena medida ello se debe a su asociación con la URSS y con los comunistas.(...) Negrín, grand seigneur, apenas si escribió alguna línea en su descargo, ni para refutar a los adversarios ni para confortar a los amigos. Cuando intentó hacerlo, en 1956, le sorprendió la muerte». Solo en los últimos años algunos historiadores (Ricardo Miralles, Enrique Moradiellos y Gabriel Jackson que han escrito sendas biografías, así como Helen Graham, Paul Preston y Ángel Viñas en sus obras sobre la guerra civil) han iniciado la tarea de recuperar lo que ellos consideran como su auténtica biografía y alumbrar su gestión.
Hubo que esperar a 2008 para su rehabilitación, cuando el Congreso Federal del Partido Socialista Obrero Español, su partido en España, lo readmitió a título póstumo como militante del partido, junto con otros treinta y cinco miembros del partido, tras su expulsión en 1946.
Entre ellos personajes tan destacados como Julio Álvarez del Vayo o Max Aub. Un pionero en esta tarea de rehabilitación de Negrín fue Santiago Álvarez:

Hallábase en el año de 1938 en Suecia. Acababa de celebrarse en Zúrich un importante congreso de Fisiología, terminado el cual me visitaron dos afamados médicos suecos que habían asistido a la reunión.
¿Por qué  –me dijeron- no nos advirtió usted que el presidente del Consejo de Ministros de la República española era el gran hombre de ciencia don Juan Negrín? Su enorme capacidad científica nos ha dejado a todos admirados; ha sido la figura más saliente de nuestro congreso.
Así era Negrín. Lástima que el hombre que siempre destacaba con su enorme fuerza intelectual y su gran visión política no pueda ya ofrecer a España su magnífica colaboración.
Santiago Álvarez: Negrín, personalidad histórica. Biografía.

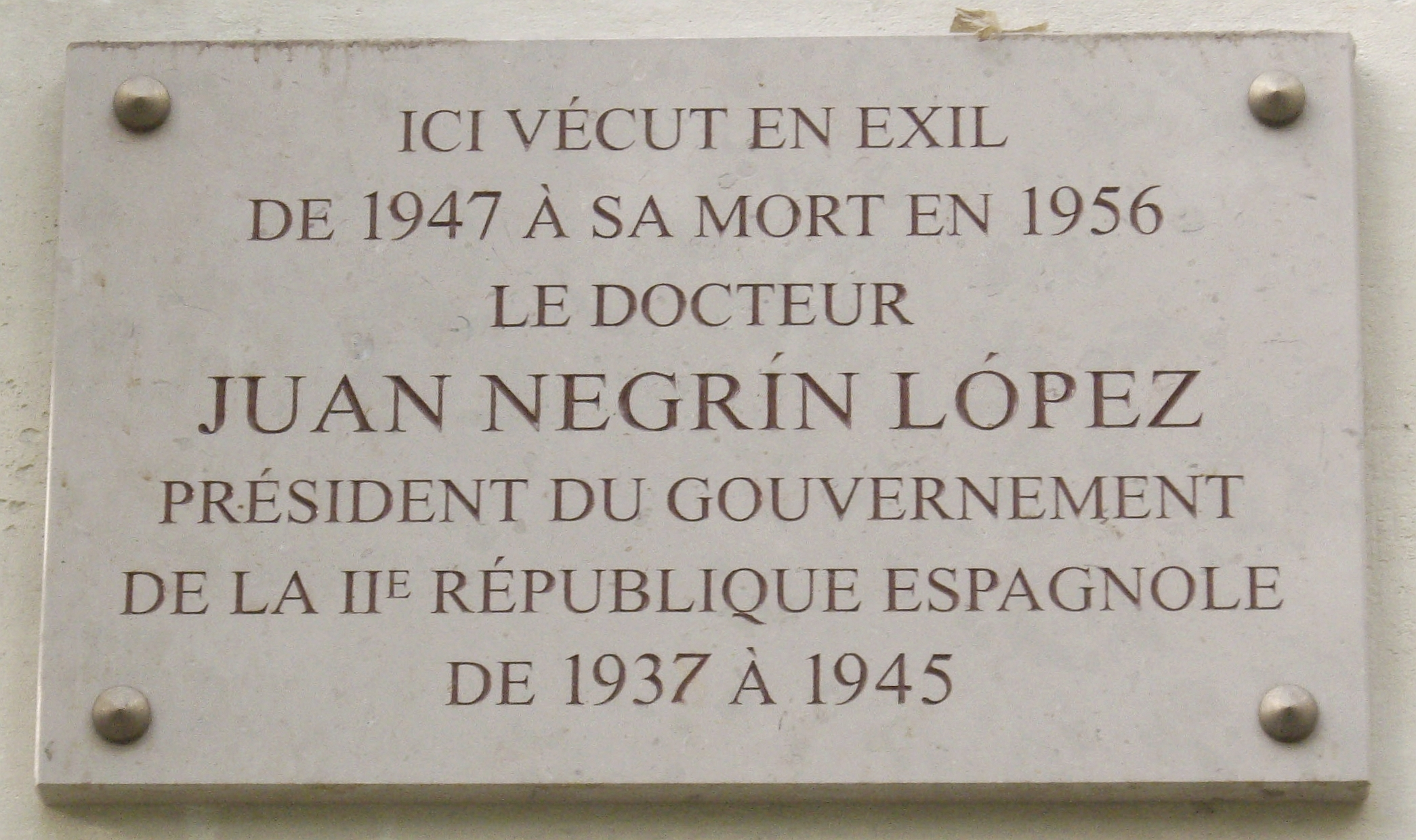
Placa conmemorativa situada en la residencia de Negrín en París donde vivió desde 1947 hasta su fallecimiento en 1956, y en la que se le reconoce como presidente del gobierno de la Segunda República Española desde 1937 a 1945.

Según el historiador Stanley G. Payne, tras el fin de la guerra no había personaje más odiado. El bando franquista lo consideraba un «rojo traidor», en tanto que dentro del campo republicano, una parte de sus correligionarios le echaban en cara la prolongación "inútil" de la guerra y que hubiese "servido" a los planes de la Unión Soviética. Sinesio Baudilio García Fernández, conocido bajo el seudónimo de Diego Abad de Santillán, militante español anarquista, escritor, editor y figura prominente del movimiento anarcosindicalista en España y Argentina fue muy crítico con el gobierno y la persona de Juan Negrín, denunciando los "crímenes" cometidos por el PCE. Llegó a proponer que se fusilara a Negrín: «Si el Gobierno Negrín hubiese tenido que responder de su gestión política, económica y financiera habría tenido que terminar ante el pelotón de fusilamiento». Y del periodo en el que Negrín fue ministro de Hacienda, dentro del gobierno de Largo Caballero en el que había cuatro ministros anarquistas, Abad de Santillán lanzó contra Negrín una serie de acusaciones de las que son buena muestra el siguiente extracto de sus memorias:

Tenía la llave de la caja y lo primero que se le ocurrió en materia de finanzas fue crearse una guardia de corps de cien mil carabineros. No hemos tenido nunca 15.000 carabineros cuando disponíamos de tantos millares de costas y de fronteras, y el Dr. Negrín, sin fronteras y sin costas, ha creído necesario — ¿para asegurar su política fiscal? — un ejército de cien mil hombres. El delito de los que consintieron ese desfalco al tesoro público merece juicio severísimo. Y los que han tolerado sin protesta esa guardia de corps de un advenedizo sin moral y sin escrúpulos, también deben ser responsabilizados, por su negligencia o su cobardía, de ese atentado al tesoro y a las conquistas revolucionarias del pueblo, que a eso se reducía, en última instancia, esa base organizada y bien armada de la contrarrevolución.
Tiene el arte maquiavélico de corromper a la gente, y es esa corrupción que le rodea lo que permite el secreto de la política que practica, política que, a causa de la inmoralidad y de los derroches en que se apoya, no puede ser más que secreta, como el arte del atraco. La clandestinidad, sin embargo, en asuntos como los financieros, no tiene antecedentes en ningún país. El propio Mussolini, ídolo de Negrín, tiene que acudir al parlamento para que apruebe sus presupuestos y vote los créditos para sus hazañas. La dictadura negrinesca [...] es más absoluta que la de Hitler y la de Mussolini, pues no necesita ni considera necesario dar cuenta a nadie, ni siquiera a sus ministros, de los miles de millones de pesetas evaporados.
Abad de Santillán, Por qué perdimos la Guerra, pp. 328-330

.
Estas afirmaciones de Abad de Santillán contrastan, por ejemplo, con las de Santiago Álvarez, miembro del PCE y comisario político, que trató con Negrín en diversas ocasiones:

La obra de Negrín en Hacienda: Aceptado el cargo, como él confiesa, «por patriotismo y disciplina», cabe que examinemos cuál fue la trayectoria y la gestión del doctor Negrín al frente de un ministerio tan importante siempre, pero de modo particular en aquel momento de los comienzos de la guerra. Para calibrar su labor al frente de ese ministerio, en ese periodo, debe considerarse en qué situación dejó la sublevación del 18 de julio al Estado republicano: se produjo el hundimiento no sólo del antiguo ejército, que tuvo que ser disuelto por un decreto firmado por Azaña y Casares Quiroga, sino de todo el aparato del anterior Estado. Y si en los primeros meses de la guerra se hubo de crear un instrumento de resistencia a la sublevación como las milicias –que más tarde serían un nuevo Ejército– no olvidemos que se tuvo que reconstruir también el conjunto del aparato del Estado. Y fue Negrín quien se dedicó a la gran tarea de impedir ese hundimiento y de crear las bases económicas para que el sistema republicano, su Gobierno y su pueblo no naufragasen y fuesen derrotados en los primeros días. Y es evidente que ya fue en esa etapa cuando Negrín, como ministro de Hacienda, comenzó a abordar la creación de una economía de guerra.

Francisco Largo Caballero, enemigo acérrimo de Negrín tras haberle sucedido este al frente del Gobierno de la República, opinaba de Negrín:

El señor Negrín, sistemáticamente, se ha negado siempre a dar cuenta de su gestión, [...] Desgraciado país, que se ve gobernado por quienes carecen de toda clase de escrúpulos [...]

Como es lógico los partidos y organizaciones del bando republicano que apoyaron el golpe de Casado que derribó al gobierno de Negrín sustituyéndolo por un Consejo Nacional de Defensa presidido por el general Miaja y cuyos dos "hombres fuertes" eran el coronel Casado, el militar que había ejecutado el golpe, y el socialista "antinegrinista" Julián Besteiro, también vertieron sobre Negrín las más duras críticas. En el mismo manifiesto justificativo del golpe de la noche del domingo 5 de marzo de 1939 se decía:

no podemos continuar por más tiempo aceptando pasivamente la improvisación, la carencia de orientaciones, la falta de organización y la absurda inactividad de que da muestras el Gobierno del doctor Negrín. Han pasado muchas semanas desde que se liquidó, con una deserción general, la guerra de Cataluña. Todas las promesas que se hicieron al pueblo en los más solemnes momentos fueron olvidadas; todos los deberes, desconocidos; todos los compromisos, delictuosamente pisoteados. En tanto que el pueblo en armas sacrificaba en el área sangrienta de las batallas unos cuantos millares de sus mejores hijos, los hombres que se habían constituido en cabezas visibles de la resistencia abandonaron sus puestos. No puede tolerarse que en tanto se exige al pueblo una resistencia organizada, se hagan los preparativos de una cómoda y lucrativa fuga. No puede permitirse que, en tanto que el pueblo lucha, combate y muere, unos cuantos privilegiados preparen su vida en el extranjero. El Gobierno de Negrín carece de toda base legal en la cual apoyar su mandato

Mariano Ansó, exministro republicano y hombre cercano a Azaña, dejó esta semblanza de Negrín en sus memorias:

(fue)... el último resistente de la Segunda República española. Hombre de pensamiento y acción, no desdeñó nunca el riesgo personal al servicio de su ideología, a diferencia de la mayor parte de los demás políticos de la República. Pero su nombre había de permanecer aún largo tiempo en el anonimato, y sólo una minoría de amigos conocíamos su empuje, su espíritu de organización al servicio de extraordinarios medios intelectuales y culturales. Cuando salió de la penumbra en la que había vivido voluntariamente eran muy pocos los que le conocían y sabían valorar la inmensa fuerza de aquella robusta personalidad, discretamente velada por la más exquisita corrección de formas.

La escritora Anna Seghers, que conoció a Negrín en el II Congreso Internacional de Escritores para la Defensa de la Cultura, lo calificó de «hombre de una cultura extraordinaria». El socialista Juan Simeón Vidarte, subsecretario de Gobernación en su gabinete durante la guerra, también opinó acerca de sus capacidades:

Le sobraban ideas y sabía exponerlas con precisión, claridad y grandeza de espíritu. No era ciertamente un orador grandilocuente, ni buscaba con sus palabras el aplauso, ni el halago. Decía en cada momento lo que tenía que decir y bien dicho. Al frente del gobierno, como en su cátedra, no dejaba nunca de ser un verdadero científico.

Antony Beevor afirma que «Negrín trató de restringir la actividad política por medio de la censura, destierros y detenciones de modo parecido a como lo hacía la maquinaria estatal franquista. Sin embargo, la mayoría de los simpatizantes de la República en el exterior, que habían defendido su causa porque era la causa de la libertad y la democracia, callaron ante los desmanes de las policías secretas».
Negrín también fue acusado de corrupto y despilfarrador, debido a su supuesta tolerancia hacia los "ingentes derroches" de los agentes encargados de la compra de armas y suministros en el extranjero, siendo los "casos" que más se utilizaron los de la Comisión de Compras de París y la CAMPSA Gentibus. Acusaciones de las que no se aportó ni una sola prueba, y que tampoco tenían en cuenta el bloqueo en la compra de armas al que el gobierno de la República fue sometido por inspiración del Reino Unido, lo que se tradujo en la necesidad de comprar dichas armas en el mercado negro, un tipo de "comercio" para el que los funcionarios de la República no estaban preparados, por lo que cayeron muchas veces en manos de individuos sin escrúpulos. Los falangistas Antonio Bouthelier y José López Mora describían en 1940 a Negrín como un «déspota sanguinario».
A pesar de las críticas de sus enemigos políticos, la «economía de guerra» adoptada por Negrín logró que la República contase con disponibilidades financieras durante los tres años de conflicto, por lo que su gestión al frente de la Hacienda en ese período se considera que fue de «una competencia innegable». El historiador Enrique Moradiellos ha señalado que, contrariamente a las opiniones divulgadas por sus enemigos políticos, Juan Negrín y sus colaboradores en el exilio llevaron a cabo una minuciosa contabilidad de los fondos financieros y su ulterior destino. Negrín, quien custodió en su archivo particular los libros contables de la Hacienda pública que muestran «un digno y eficiente control» sobre las finanzas republicanas, se abstuvo de tomar decisiones personales sobre dichos fondos y encomendó su gestión a equipos de confianza con amplia representación política dentro del exilio republicano.
Muchos otros personajes, afines o no al PSOE, vieron en Negrín un político entregado e idealista, cuya actuación fue impecable, pero que llegó a la jefatura de gobierno demasiado tarde para cambiar el curso de la guerra. Por ejemplo, el ilustre escritor Francisco Ayala (Premio Príncipe de Asturias, letrado de las Cortes republicanas y miembro de la Real Academia Española) indica en sus memorias que, de haber llegado a tiempo, el liderazgo de Negrín podría haber cambiado el curso de la guerra.

## Rehabilitación

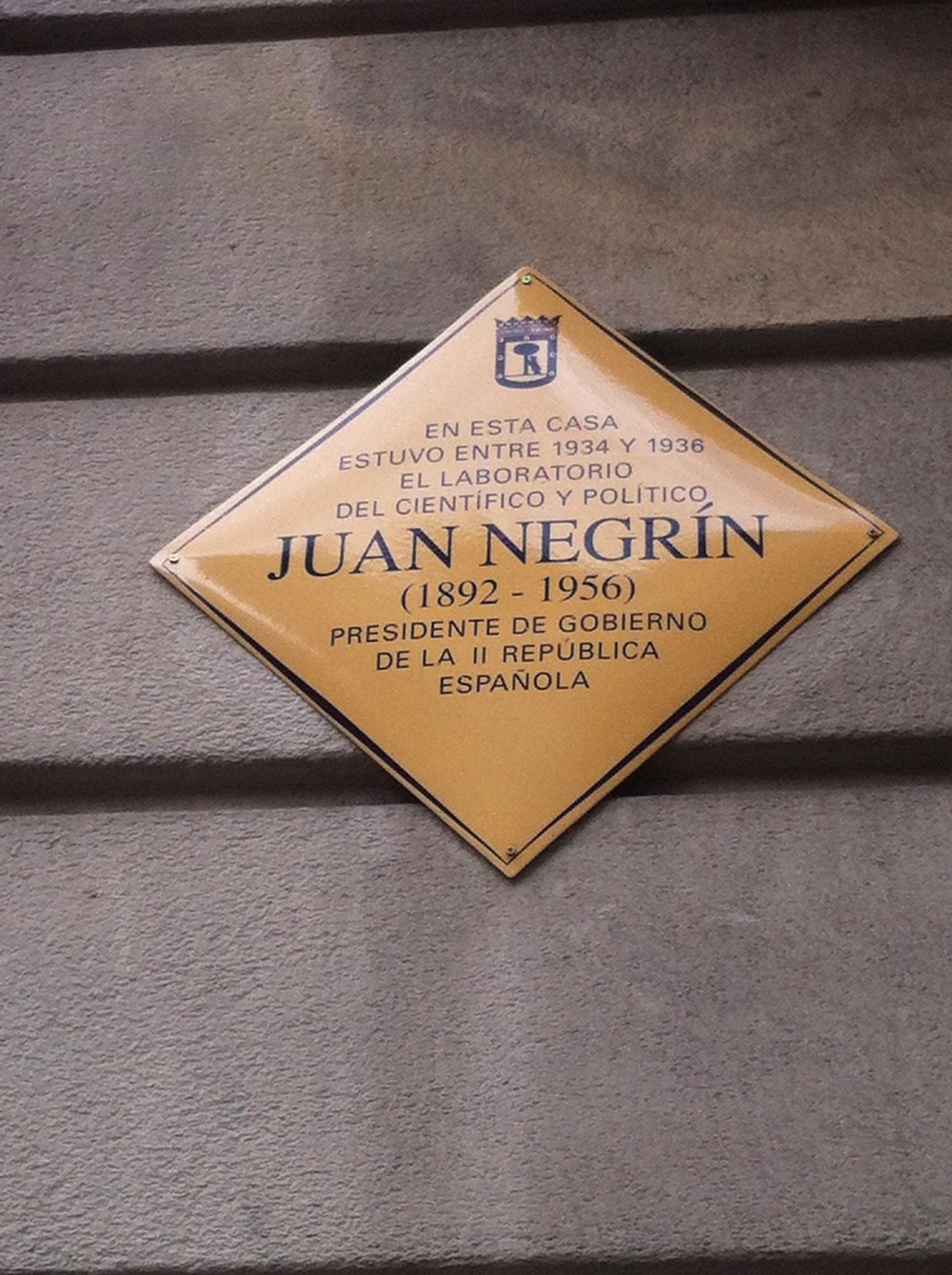
Placa conmemorativa en la calle Ferraz de Madrid.

El Partido Socialista Obrero Español le devolvió a título póstumo y sesenta y tres años después de su expulsión, el carné de socialista, que fue recogido por su nieta Carmen Negrín, el 24 de octubre de 2009. La rehabilitación había tenido lugar en el 37.º Congreso Federal del PSOE celebrado el 5 de julio de 2008. El exvicepresidente Alfonso Guerra lo definió como "un acto de reparación de una injusticia". "El PSOE se equivocó".

...la investigación historiográfica más moderna (Santos Juliá, Ángel Viñas, Enrique Moradiellos, Ricardo Miralles) ha puesto de relieve que la mayor parte de las acusaciones dirigidas contra Juan Negrín y sus colaboradores cercanos en el gobierno y en el PSOE, carecen de todo fundamento (en particular su presunta sumisión a Moscú o el cese, a instancias soviéticas, de Indalecio Prieto del Ministerio de Defensa Nacional) y que el apoyo de Negrín en el partido comunista y en la URSS para organizar una política de resistencia, tras la caída de Barcelona, estuvo orientada a garantizar la salida del mayor número posible de republicanos al tiempo que se preparaban las estructuras para su apoyo en el exilio...
RESOLUCION DEL 37 CONGRESO FEDERAL PSOE
Madrid, 4, 5 y 6 de julio de 2008, PREÁMBULO

Según Ángel Viñas, después de las últimas investigaciones las acusaciones que con mayor frecuencia se han dirigido contra Negrín no se sostienen:
- Negrín no envió por las buenas el oro del Banco de España a Moscú.

- No intrigó ante las autoridades soviéticas para que Manuel Azaña cesara a Francisco Largo Caballero.
- Trató de evitar el rapto y asesinato de Andrés Nin.[92]
- Cesó a Indalecio Prieto por iniciativa propia sin considerar las presiones soviéticas.
- Los dirigentes del PCE dejaron en manos de Negrín la solución de la crisis gubernamental de abril de 1938 y se olvidaron de la campaña previa contra Prieto.
- Pese al cese de Prieto sus relaciones con Negrín nunca se rompieron.
- Sus afanes por prolongar la guerra no tenían nada que ver con los intereses de la Unión Soviética.
- No fue el hombre de Moscú en España.
- No prolongó la guerra inútilmente.
- Nunca ninguneó al Gobierno republicano en el exilio al declarar su voluntad de entregar al Gobierno de Franco la documentación que guardaba relacionada con el "oro de Moscú".

Ángel Viñas y Fernando Hernández Sánchez concluyen (2009):

Negrín fue lo más próximo que los españoles de la época tuvieron a una figura de la talla del líder francés Charles de Gaulle o a la de Winston Churchill. Si España no continuara siendo la proverbial madre amarga y su política no fuera menos cainita es verosímil que la memoria de Negrín hubiese sido rehabilitada hace tiempo con todos los honores. Aunque ello no haya sido así... ofrece cierto consuelo el que al menos, en el año 2008, su partido decidiera readmitirle póstumamente a la militancia junto con treinta y cinco de sus partidarios, expulsados ignominiosamente de este en 1946 en los albores de la guerra fría

## El archivo privado de Negrín y el futuro museo
La nieta del científico y político, Carmen Negrín Fetter, reveló en noviembre de 2008 varios detalles sobre las "Memorias" autógrafas, incompletas, que dejó Negrín, y sobre gran cantidad de documentos oficiales, correspondencia personal, fotografías y libros que componían su archivo privado, bastante bien conservado a pesar de los diversos traslados que sufrió. Este archivo, que ha sido utilizado en parte solo por algunos historiadores, como Gabriel Jackson en su monografía sobre el personaje (oct. de 2008), y en la exposición dedicada a Negrín en 2006 con motivo del cincuentenario de su muerte, está siendo digitalizado con el propósito de integrar un futuro museo dedicado a la memoria de Negrín, para lo cual el cabildo de Gran Canaria ha cedido ya un antiguo cuartel militar. El conocimiento detallado de este archivo contribuirá sin duda a despejar muchas dudas sobre este controvertido personaje.
Se anunció en 2008 el proyecto de realizar una película documental sobre su vida: Salud y República. El anónimo ciudadano Juan, a partir de la nueva documentación y de los vídeos privados entonces disponibles. En 2010 se estrenó la película documental Ciudadano Negrín, de los directores Sigfrid Monleón, Carlos Álvarez e Imanol Uribe. Se basa en vídeos de la familia, fotografías de la época, el testimonio de sus nietos y la valoración de varios historiadores como Gabriel Jackson.